# Callianira
Callianira es un género de ctenóforos clasificado en la familia Mertensiidae . 
Las especies de este género pueden encontrarse en Europa, América del Norte, el extremo sur de América del Sur y la Antártida. 
Especies: 
- Callianira antarctica Chun, 1897
- Callianira bialata Delle Chiaje, 1841
- Callianira compressa (Mertens, 1833)
- Callianira cristata Moser, 1909
- Callianira diploptera Lamarck, 1816
- Callianira ficalbi Curreri, 1900
- Callianira triploptera Lamarck, 1816
- Callianira hexágona (Bruguière, 1789)